# No diguis res
No diguis res. Una història real de violència i memòria a Irlanda del Nord (títol original en anglès: Say nothing. A True Story of Murder and Memory in Northern Ireland) és una novel·la de l'escriptor estatunidenc Patrick Radden Keefe publicada el 2019. El llibre tracta sobre els troubles d'Irlanda del Nord, període de violència que s'inicià a finals dels anys 60 del segle XX i que finalitzà a inicis del segle XXI. Keefe començà a investigar i escriure el llibre després de llegir l'obituari de Dolours Price el 2013. El títol original en anglès prové del poema «Whatever You Say, Say Nothing» del Nobel irlandès Seamus Heaney.

## Publicació
El 26 de febrer de 2019 fou publicat per primera vegada en tapa dura, gràcies a l'editorial Doubleday. El 17 de març de 2019 debutà en el número set de la llista dels llibres més venuts de no-ficció en tapa dura del The New York Times i hi restà durant sis setmanes. El mateix 17 de març de 2019 debutà en el número cinc de la llista dels llibres de no ficció més venuts en format combinat (imprès i digital) del The New York Times i també hi restà durant sis setmanes.
El llibre fou traduït al català per Ricard Gil i publicat per Edicions del Periscopi el setembre de 2020.

## Recepció
Al web de l'agregador de crítiques Book Marks, el qual assigna valoracions individuals a les ressenyes literàries dels principals crítics, el llibre rebé una valoració acumulada de «delirant», basada en 21 comentaris: 11 comentaris «delirants» i 10 comentaris «positius». Jennifer Szalai del The New York Times escrigué: «La narració de Keefe és una gesta arquitectònica, construïda expertament a partir de material complex i controvertit, ordenada i equilibrada».
El llibre fou nomenat un dels deu millor llibres dels 2019 tant pel The New York Times Book Review com pel The Washington Post. L'obra guanyà el Premi del Cercle de Crítics Nacional del Llibre de 2019 en categoria de no ficció.
Jan Brugueras, al setmanari El Temps, l'assenyalà com a «relat francament ben articulat […] perquè té una estructura narrativa atractiva i efectiva que, mitjançant el recurs d'enllaçar diverses històries personals, fa avançar el lector per diferents moments clau del conflicte a Irlanda del Nord». Així mateix, destacà com un dels elements claus de la narració l'empatia generada amb els veterans de l'IRA Provisional ressentits amb el procés de pau, ja que «tot i detallar assassinats i atemptats, diuen "la veritat" i tenen ganes de "confessar-se". I ho fan perquè senten que els seus ideals van ser traïts pel maquiavel·lisme d'Adams. Són un altre tipus de víctimes, però víctimes al capdavall».